# Newhouse (Utah)
Koordinaten: 38° 28′ 50″ N, 113° 20′ 30″ W
Newhouse ist eine Geisterstadt im Beaver County im Bundesstaat Utah.
Bereits vor 1870 wurden am Westhang der San Francisco Mountains erste Silbervorkommen entdeckt, 1870 fand man am Rand des Wah Wah Valley die Cactus Mine, welche in den folgenden 30 Jahren mit eher geringem Erfolg ausgebeutet wurde. Große Probleme bereitete die Versorgung mit Wasser und Brennmaterial, so dass erst 1892 eine erste Erzverhüttung nahe der späteren Ortschaft errichtet wurde. Erst 1900, als die Mine vom Unternehmer Samuel Newhouse übernommen wurde, begann die professionelle Ausbeutung der umliegenden Minen. Wie bei anderen Minenstädten ersetzten zunehmend dauerhafte Konstruktionen die ursprüngliche Zeltstadt, es entstanden neben den Wohnquartieren der nach dem Besitzer benannten Stadt zahlreiche Einrichtungen zur Unterhaltung der Minenarbeiter. Da auf den Besitzungen Newhouse' der Ausschank von Alkohol verboten war, entstand rund zwei Kilometer südlich der Stadt ein Saloon. Im Jahr 1916 erreichte die State Route 21 die Stadt, die sich allerdings bereits im Niedergang befand, nachdem die Cactus Mine im Jahr 1910 geschlossen wurde.  Etliche der Gebäude wurden abgebaut und im rund 50 Kilometer entfernten Milford neu errichtet. Das Café, welches die wenigen verbliebenen Bergleute bediente, brannte 1921 ab. 
Durch Filmarbeiten für Die Karawane in den Jahren 1922 und 1923 erlangte der mittlerweile vollständig verlassene Ort letztmals Aufmerksamkeit.
Heute kann Newhouse über eine rund 4 Kilometer lange Erdpiste von der State Route 21 erreicht werden, einige Gebäude sind noch erkennbar.